# Годованый, Роман Петрович
Рома́н Петро́вич Годованый (укр. Роман Петрович Годований; 4 октября 1990, Мельница-Подольская, Тернопольская область — 29 ноября 2023, Запорожская область) — украинский футболист, защитник и военнослужащий ВСУ, участник российско-украинской войны.

## Биография
Воспитанник тернопольской школы футбола. Первый тренер — Богдан Антонович Бучинский. Выступал за тернопольские команды СДЮШОРа, «Педлицей» и «Тернополь-ТНЭУ» (команда Тернопольского национального экономического университета), а также за клуб «Надежда» (Копычинцы). С апреля 2008 года играл за «Ниву» из Тернополя.
С 20 по 26 июля 2009 года выступал на студенческом чемпионате Европы, защищая цвета команды Тернопольского национального педагогического университета, и стал чемпионом Европы. Через год с 19 по 25 июля 2010 года снова сыграл на чемпионате Европы за ФК «Тернополь» и на этот раз стал бронзовым призёром.
С октября 2009 года выступал в чемпионате области за ФК «Тернополь-ТНПУ» (Тернопольский национальный педагогический университет). 16 декабря по решению ПФЛ контракт Годованого с «Нивой» был аннулирован ввиду невыплаты клубом зарплаты игроку, а игрок получил статус свободного агента. В декабре 2009 года услугами игрока заинтересовалась «Волынь», которая после Нового года подписала контракт с Романом.

### Смерть
С началом российского вторжения в Украину вступил в ряды 33-й отдельной механизированной бригады ВСУ. Погиб 29 ноября 2023 года. По информации журналиста Романа Бебеха — подорвался на мине. Похоронен в Мельнице-Подольской
В феврале 2024 года посмертно удостоен звания «Почетный гражданин Тернополя»

## Достижения
- Серебряный призёр Первой лиги Украины: 2009/10

### Награды
Орден «За мужество» III степени (17 июня 2024, посмертно).

## Статистика
| Клуб             | Сезон            | Лига                 | Лига  | Лига | Кубок | Кубок | Дубль | Дубль |
| Клуб             | Сезон            | Дивизион             | Матчи | Голы | Матчи | Голы  | Матчи | Голы  |
| ---------------- | ---------------- | -------------------- | ----- | ---- | ----- | ----- | ----- | ----- |
| Нива (Тернополь) | 2008/09          | Вторая лига Украины  | 10    | 0    |       |       |       |       |
| Нива (Тернополь) | 2009/10          | Первая лига Украины  | 10    | 0    | 2     | 0     |       |       |
| Волынь           | 2009/10          | Первая лига Украины  | 3     | 0    |       |       |       |       |
| Волынь           | 2010/11          | Премьер-лига Украины | 8     | 0    |       |       | 19    | 0     |
| Волынь           | 2011/12          | Премьер-лига Украины | 0     | 0    |       |       | 13    | 0     |
| Волынь           | 2012/13          | Премьер-лига Украины | 0     | 0    | 1     | 0     | 10    | 0     |
| Волынь           | 2013/14          | Премьер-лига Украины | 2     | 0    | 1     | 0     | 17    | 0     |
| Волынь           | 2014/15          | Премьер-лига Украины | 5     | 0    | 4     | 0     |       |       |
| Славия (Мозырь)  | 2016             | Чемпионат Белоруссии | 8     | 1    |       |       |       |       |
| Всего за карьеру | Всего за карьеру | Всего за карьеру     | 46    | 1    | 8     | 0     | 59    | 0     |